# CLMUL

Ilustrace násobení bez přenosu.

Instrukční sada CLMUL (zkratka z anglického Carry-less Multiplication, doslova „bezpřenosové násobení“) je rozšířením instrukční sady x86 o několik strojových instrukcí pro hardwarovou podporu některých algoritmů založených na násobení polynomů nad konečným tělesem {\displaystyle GF(2^{k})}.
Společnost Intel oznámila zavedení tohoto rozšíření instrukční sady v roce 2008. Poprvé byla implementována v procesorech Westmere vyráběných od roku 2010. Je ve všech procesorech společnosti Intel počínaje generací Haswell a ve všech procesorech společnosti AMD počínaje modelem AMD Bulldozer.
Kromě šifrovacího režimu GCM, kvůli kterému byly instrukce zavedeny především, jsou používany také pro počítání cyklických redundantních součtů.

## Přehled jednotlivých instrukcí
Cílem operace je vždy registr XMM (využívá tedy rozšíření SSE). Operandem může být rovněž registr XMM nebo paměť.
| Instrukce                  | Opkód                    | Popis                                                                                         |
| -------------------------- | ------------------------ | --------------------------------------------------------------------------------------------- |
| PCLMULQDQ xmmreg,xmmrm,imm | [rmi: 66 0f 3a 44 /r ib] | Bezpřenosové násobení dvou 64bitových polynomů nad konečným tělesem GF(2k).                   |
| PCLMULLQLQDQ xmmreg,xmmrm  | [rm: 66 0f 3a 44 /r 00]  | Bezpřenosové násobení nižších polovin dvou různých registrů.                                  |
| PCLMULHQLQDQ xmmreg,xmmrm  | [rm: 66 0f 3a 44 /r 01]  | Bezpřenosové násobení vyšší poloviny cílového registru s nižší polovinou zdrojového registru. |
| PCLMULLQHQDQ xmmreg,xmmrm  | [rm: 66 0f 3a 44 /r 10]  | Bezpřenosové násobení nižší poloviny cílového registru s vyšší polovinou zdrojového registru. |
| PCLMULHQHQDQ xmmreg,xmmrm  | [rm: 66 0f 3a 44 /r 11]  | Bezpřenosové násobení vyšších polovin registrů.                                               |

## CPU s instrukční sadou CLMUL

### Intel
- Procesor Westmere (březen 2010).
- Procesor Sandy Bridge
- Procesor Ivy Bridge
- procesor Haswell
- Procesor Broadwell (se zvýšenou propustností a nižší latencí)
- Skylake (a novější) procesor
- procesor Goldmont

### AMD
- Procesory založené na Jaguar a novější

- Procesory na bázi Puma a novější
- Procesory "těžkého vybavení"
- Procesory založené na buldozerech
- Procesory založené na Piledriveru
- Procesory založené na Steamroller
- Procesory založené na bagru a novější

### Zen procesory
- procesory Zen+
- Procesory Zen2 (a novější).
- Přítomnost sady instrukcí CLMUL lze zkontrolovat testováním jednoho z bitů funkce CPU